# Георг I фон Лайнинген-Вестербург
Георг I фон Лайнинген-Вестербург (на немски: Georg I von Leiningen-Westerburg; * 23 април 1533; † 9 април 1586, погребан във Вестербург) е граф на Лайнинген-Вестербург.
Той е син на граф Куно II фон Лайнинген-Вестербург (1487 – 1547) и съпругата му Мария фон Щолберг-Вернигероде (1507 – 1571), дъщеря на граф Бото цу Щолберг (1467 – 1538) и графиня Анна фон Епщайн-Кьонигщайн (1481 – 1538). Братята му са Филип I (1527 – 1597), Райнхард II (1530 – 1584), Куно (* 1532), каноник в Кьолн, и Хайнрих (1537 – 1557), каноник в Страсбург.

## Фамилия
Георг I се жени на 24 май 1570 г. в Бюдинген за графиня Маргарета фон Изенбург-Бирщайн (* 1542; † 17 юли 1613 във Вестербург), вдовица на граф Балтазар фон Насау-Висбаден-Идщайн (1520 – 1568), единствената дъщеря на граф Райнхард фон Изенбург-Бюдинген-Бирщайн и графиня Елизабет фон Валдек-Вилдунген.. Те имат децата:
- Якоб
- Филип Якоб (1572 – 1612)
- Райнхард II (1574 – 1655), граф, женен на 1 януари 1615 г. в Лих за графиня Анна фон Золмс-Лих (1575 – 1634), дъщеря на граф Ернст I фон Золмс-Лих (1527 – 1590)
- Христоф (1575 – 1635), женен I. на 25 август 1601 г. за баронеса Анна Мария Унгнад фон Вайсенволф (1573 – 1606); II. 1611 г. за графиня Филипина фон Вид (ок. 1595 – 1647), дъщеря на граф Вилхелм IV фон Вид (1560 – 1612)
- Гебхард